# Samuel Gitler
Samuel Gitler   (Cuauhtémoc, 14 de juliol de 1933 - Ciutat de Mèxic, 9 de setembre de 2014), de nom complet Samuel Carlos Gitler Hammer, va ser un matemàtic mexicà.

## Vida i Obra
Els seus pares eren immigrants jueus polonesos que havien arribat a Mèxic el mateix any que ell va néixer. La seva mare va morir quan ell era nen i va ser educat en l'ambient bohemi de la casa dels seus avis. Després de cursar part de l'ensenyament secundari a San Antonio (Texas) va ingressar el 1948 a la Escuela Nacional Preparatoria (institució depenent de la UNAM). Acabat el batxillerat el 1952, es va matricular a l'escola d'enginyers de la universitat Nacional Autònoma de Mèxic on va fer dues carreres en paral·lel: enginyeria i matemàtiques. Un cop graduat el 1956 i recent casat va marxar a fer el post grau a la universitat de Princeton en la qual es va doctorar el 1960 amb una tesi sobre cohomologia dirigida per Norman Steenrod.
Després d'un curs com assistent a la universitat Brandeis, el 1961 va retornar a Mèxic per a fundar, juntament amb José Adem, el centre de matemàtiques del CINVESTAV (Centro de Investigación y de Estudios Avanzados) de l'Institut Politècnic Nacional de Mèxic, on va romandre fins al 1987, quan la crisi econòmica del seu país el va obligar a buscar feina als Estats Units. Va ser professor de la universitat de Rochester fins al 2001, quan va retornar a Mèxic per ocupar una plaça al CINVESTAV. També va ser professor invitat al All Souls College 
de la universitat d'Oxford i de l'Institut d'Estudis Avançats de Princeton. Va morir el 2014 a Ciutat de Mèxic.
Els seus treballs de recerca van ser en el camp de la topologia algebraica i la seva influència va anar més enllà que la seva recerca, ja que, juntament amb José Adem, van ser els creadors d'una escola de matemàtics mexicana.